# The Adventures of Tweeny Witches
Mahou Shoujo Tai Arusu (яп. 魔法少女隊アルス Махо: Сё:дзётай Арусу, Отряд волшебниц Алисы) — японские аниме-сериалы, созданные студией Studio 4°C.
Аниме было переведено на английский язык телевизионной сетью Animax для показа на территории Юго-Восточной Азии, Индии и в других регионах. На территории США сериал был лицензирован компанией Media Blasters под названием The Adventures of Tweeny Witches. Также в сериале присутствует трехмерная компьютерная графика. Премьерный показ сериала осуществлялся по японскому телеканалу NHK в 18:20 с 9 апреля 2004 года по 4 марта 2005 года.
В 2007 году вышел OVA-сериал, повествующих о событиях после завершения сериала 2004 года.

## Сюжет
История начинается, когда главная героиня Алиса, воспитанная в новых и гуманных традициях, попадает в таинственный мир ведьм. Молодая девушка, полная энтузиазма, нарушает образ жизни волшебников, которые уже давно установили жёсткую деспотичную иерархию. Для того, чтобы заполучить нужные ингредиенты волшебники ловят животных и убивают их. Главная цель нашей героини — убедить волшебников и показать другой мир, полный доброты и любви. Однако не всё так просто, как кажется, не так то просто переубедить тех, кто всю жизнь придерживался определённых правил. И Алиса прибегает к более радикальным методам, освобождает всех спрайтов, выловленных ведьмами, которых использовали как ингредиенты для магических зелий и заклинаний.

## Аниме
Всего было выпущено 40 серий аниме-сериала, однако каждая серия длится всего 9 минут. Обычно серии транслируются попарно, так что выходит 26 серий (20 серий 2004 года и 6 серий 2007) — стандартная продолжительность для аниме-сериалов.
Изначально выход последних 12 серий планировался на телевидении в 2005 году, но релиз был отложен и серии вышли в 2007 году сразу на DVD.

## Персонажи
Алиса (яп. アルス Арусу) — главная героиня, очень добрая и весёлая. Считает, что магия предназначена исключительно для того, чтобы делать людей счастливыми. Так её воспитал с самого детства отец. Изучая вместе с Алисой магическую книгу, он объяснял, что магия ни в коем случае не должна служить для страданий и разрушений. Главная героиня попала в волшебный мир через книгу, в которую она «упала» в школе. В новом мире Алиса быстро обучилась магии и начала переубеждать других магов, чтобы те использовали магию для добра. Выпустила всех спрайтов на свободу, в результате чего нарушила покой, существующий в обществе волшебников. В качестве наказания на неё было наложено заклятие, останавливающее рост. К концу возвращается обратно в мир людей. Алиса внешне похожа на типичную ведьму, у неё длинные ногти, короткие каштановые волосы. Очень легко справляется с магией и использует её даже для всяких мелочей, например открывать крышки от банки. Очень часто помогает в тренировках другим ведьмам. Единственная слабость Алисы — не способность кататься как все ведьмы на метле, но зато она хорошо управляется со скейтбордом.
Сэйю: Сатико Кодзима
Ева (яп. エバ Эба) — подружка Алисы и Шейлы. У неё слабая магическая способность. На Еву было наложено заклятие, как и на Алису, которое остановило её рост, за то, что та не уследила за сбежавшими спрайтами. Несмотря на то, что очень комплексует из-за своей плохой способности к магии, всегда пытается быть полезной для своих друзей. Часто из-за этого попадает в беду. Но к концу истории у Евы появляются хорошие способности к магии. Великий Магистр, тёмный вождь магии решил воспользоваться слабым духом Евы и она попала под власть тёмной магии. Магистру нужна была ведьма, чтобы воспользоваться запретной магией. Впоследствии была спасена Алисой, которая рассеяла силу чёрной магии. Ева имеет странную привычку видеть в самых странных и отвратительных вещах и животных «милое».
Сэйю: Рё Хирохаси
Шейла (яп. シーラ Си:ра) — подружка Алисы и Евы. Самая умная из всех ведьм. Изначально была в плохих отношениях с Алисой. На неё, как на Еву и Алису, было наложено заклятие, останавливающее рост, за то, что не уследила за спрайтами. В результате долго пыталась выловить всех сбежавших спрайтов, для того, чтобы с неё сняли заклятие. Шейла — дочь ведьмы и мастера и в соответствии с местными обычаями, по отцовской линии она обязана остаться в мире ведьм. Мать покинула семью, оставив Шейлу ещё маленьким ребёнком. В результате молодая ведьма стремится быть перфекционистом, сильным и независимым волшебником. Изначально не разделяла с Алисой идею того, что магия должна только приносить счастье людям, но к концу радикально меняет своё мнение и становится верным союзником Алисы.
Сэйю: Хоко Кувасима
Ателия (яп. アテリア Атэриа) — один из трех мудрецов мировых Ведьм. Одна из немногих ведьм, которая поддерживает гуманную идею Алисы. Имеет вредную привычку кусать ногти.
Сэйю: Ацуко Танака
Великий мастер ведьм (яп. グランドマスター Гурандо-масута:) — лидер ведьм, так же великий магистр мастеров. Дал задание Шейле найти предателя из своего клана следи тёмных магов.
Квоо (яп. クー Ку:) — молодая ведьма, не способная колдовать. По традициям волшебного мира, тот, кто не научился магии к 16ти годам, изгоняется в мир людей. Квоо уже была в отчаянии, но Алиса подарила надежду. Когда Алиса с помощью магии превратилась в камень, защищаясь от разгневанных освобождённых спрайтов, Квоо использовала свои волосы для применения магии чтобы превратить Алису обратно в человека.
Сэйю: Кикуми Умэда
Сигма (яп. シグマ Сигума) — молодой волшебник, сын пророка. Именно благодаря ему Алиса через волшебную книгу попала в мир магов. Был брошен во тюрьму. Когда-то его отец пророчил, что молодая волшебница Алиса спасёт мир и его цель помогать волшебнице.
Вилл (яп. ウィル Виру) — один из последних волшебников. Они и его товарищи были когда то изгнаны их королевства, где наука становилась важнее, чем магия. Помогал Алисе и Джидан.
Великий мастер волшебников (яп. グランデ Гурандэ) — главный антагонист. Видя, как разрушается волшебный мир, решил использовать тёмную магию. Для этого похитил Еву и овладел её душой.

## Создатели
- Автор: Амэмия Кэйта
- Режиссёр: Асино Ёсихару, Кубо Масахико, Симидзу Ясуюки, Ёсида Тору, Накаяма Дайсукэ, Фуруя Сёго
- Озвучивали: Сатико Кодзима, Рё Хирохаси, Хоко Кувасима, Ацуко Танака, Кикуми Умэда
- Сценарий: Обара Синдзи
- Раскадровка: Асино Ёсихару, Аоки Ясухиро, Кубо Масахико, Симидзу Ясуюки, Ёсида Тору, Фуруя Сёго

## Критика
Представитель сайта Anime News Network отметил, что сериал сам по себе обладает необычными качествами и прорисовкой, который вроде кажется страшным, а вроде и красивым, анимация же выполнена в общем хорошо. Несмотря на то, что серии короткие, сюжет развивается быстро. Музыка, хоть почти не заметна, хорошо вписывается в сюжет аниме.